# Aleksandra Urbańczyk-Olejarczyk
Aleksandra Urbańczyk-Olejarczyk (ur. 13 listopada 1987 w Łodzi) – polska pływaczka. Rekordzistka i mistrzyni Polski, medalistka mistrzostw świata i mistrzostw Europy na krótkim basenie.
Jest wychowanką klubu pływackiego MKS Trójka Łódź. Od początku kariery była podopieczną trenera Mariusza Wędrychowicza. Od grudnia 2005 trenowała z Markiem Młynarczykiem współpracującym z kadrą narodową Pawła Słomińskiego. We wrześniu 2009 roku rozpoczęła treningi z Bartoszem Olejarczykiem, z którym wzięła ślub w 2011 roku.
W 2017 roku została honorową obywatelką Łodzi.

## Najważniejsze osiągnięcia
- Mistrzostwa Europy na basenie 25-metrowym:
  - 2004 – 1. miejsce (100 m stylem zmiennym) oraz 2. miejsce (200 m stylem zmiennym)
  - Triest 2005 – 2. miejsce (200 m stylem zmiennym)
  - Helsinki 2006 – 3. miejsce (200 m stylem zmiennym) oraz 4. miejsce (100 m stylem zmiennym)
  - Debreczyn 2007 – 2. miejsce (100 m stylem zmiennym)
  - Szczecin 2011 – 3. miejsce (sztafeta 4 × 50 m stylem zmiennym)
  - Herning 2013 – 2. miejsce (50 m stylem grzbietowym)
  - Netanya 2015 – 2. miejsce (50 m stylem grzbietowym)
- Mistrzostwa Świata na basenie 25-metrowym:
  - Stambuł 2012 – 3. miejsce

## Aktualne rekordy Polski (seniorów)
źródło:

### basen 50 m
- 50 m stylem dowolnym – 25,01 s (3 sierpnia 2013)

### basen 25 m
- 50 m stylem grzbietowym – 26,03 s (19 grudnia 2015)
- 50 m stylem motylkowym – 25,36 s (6 sierpnia 2017)
- 100 m stylem zmiennym – 58,41 s (19 grudnia 2015)